# Camrose
Camrose es una ciudad en el centro de Alberta, Canadá. Es una ciudad relativamente pequeña, que originalmente creció a lo largo de una vía férrea y ahora crece a lo largo de la carretera 13. Camrose es una comunidad pintoresca, con muchos parques, lo que lleva a su apodo de "la ciudad rosa". Camrose ofrece un estilo de vida relajado, con una gran población de jubilados.

## Historia
El primer asentamiento en el área de Camrose data de 1900. En ese momento el asentamiento cercano de Wetaskiwin era un centro importante para los pioneros, por regla general, era la última parada-off punto antes de partir en busca de las tierras cercanas. El sitio que iba a ser Camrose iba camino de un día de Wetaskiwin a lo largo de la vía férrea, lo que hizo un lugar popular en la ruta de los pioneros. Pronto los hombres de negocios y otros colonos llegaron para quedarse. Los colonos vinieron principalmente de Escandinavia, países como Noruega y Suecia, y muchos colonos también vinieron de los Estados Unidos. En ese momento el establecimiento era conocido como la aldea de Stoney Creek. En 1904, Stoney Creek empezó a recibir servicio de correo, sus primeros negocios empezaron a abrirse, y su primer RCMP llegó oficial (Constable "Blue" Smith).
El 4 de mayo de 1905, el establecimiento fue incorporada como la aldea de Sparling, llamado así por el Reverendo Dr. Sparling. Sin embargo, debido a que el nombre fue confundido a menudo con Sperling y Stirling, en 1906 el Consejo de la aldea cambió el nombre del asentamiento a Camrose. No existe evidencia objetiva sobre la razón de la elección de la Camrose nombre, sino que se piensa en general que fue nombrado después de la aldea de Camrose en Pembrokeshire, Gales del Sur. En diciembre de 1906, Camrose fue incorporada como ciudad.

## Geografía
Camrose se encuentra a unos 90 kilómetros (56 millas) de Edmonton, la capital de Alberta. Camrose es una ciudad pequeña, pero está en crecimiento activo a lo largo de la carretera 13, que pasa por su centro. Camrose se encuentra en una zona transitoria de Alberta, entre praderas y bosques boreales, conocidas como aspen parkland. Es un importante centro económico para muchas pequeñas comunidades agrícolas en la zona. El Stoney Creek atraviesa la ciudad y desemboca en el Río Battle sur de la ciudad.

## Demografía
En el censo de 2011, la ciudad de Camrose tenía una población de 17 286 que viviendo en 7460 de sus 7945 viviendas totales, un cambio del 10,6 % de su población de 2006 que era de 15 630. Con una superficie de 42,5 km² (16,4 millas cuadradas), y una densidad de población de 406,7/km² (1053,4 / mi²) en 2011.
Las cinco grandes ascendencias son escandinavos (26,3%), alemanes (25,6%), Ingleses (20,2%), Escoceses (17,6%) e Irlandeses (14,4%).
Cerca de 3.5% de los residentes se identifican como aborigen.
El inglés es la lengua materna del 90% de la población. Cerca de 2.1% de los residentes dijeron alemán , el 1,1% dijo que Ucraniano , un 1,0%, dijo Francés , y el 0,7% dijo que el español era su primera lengua. Los idiomas siguientes más comunes eran chino y holandés en un 0,6% cada uno, seguido por danés y Noruego con 0,4% cada uno, sueco en el 0,3%, y Lao en el 0,2%.
El censo de 2001 arrojó un 85% de los residentes identificados como cristiano, mientras que el 14% no tenían afiliación religiosa.

## Medios
Camrose cuenta con tres periódicos locales. El semanario Camrose Canadian, el semanario Camrose Booster y el pequeño diario, Camrose Morning News. Hay también un periódico mensual local dirigido al publicó cristiano llamado Crosswalk(Paso de peatones).
Camrose tiene su propia estación de televisión local que se utiliza principalmente para la publicidad.
Camrose es también el hogar de dos estaciones de radio. La primera y más famosa, es la estación de AM 790 CFCW. A pesar de tener un estudio en West Edmonton Mall, CFCW todavía tiene su estudio de transmisión principal en Camrose.
La segunda estación es la estación FM mucho más reciente, CAM-FM, a una frecuencia de 98,1 FM. Ambas estaciones son propiedad de Newcap Broadcasting.

## Transporte
Esta ciudad es servida por el aeropuerto de Camrose.

## Ciudades Hermanas
- Kamifurano, Japón - 1984
- Warwick, Australia - 1974
- Saguenay, Quebec
- Kentville, Nueva Escocia

## Residentes notables
- Tyler Bouck, jugador de hockey profesional en la actualidad con la ERC Ingolstadt de la Liga Deutsche Eishockey
- Scott Ferguson, retirado jugador de hockey profesional
- Josh Green, jugador de hockey profesional en la actualidad con el Edmonton Oilers de la Liga Nacional de Hockey